# Izvijanje
U mašinstvu i gradjevinarstvu, izvijanje je matematička nestabilnost koja vodi ka lomu konstrukcije. Teoretski, izvijanje je uzrokovano razdvajanjem u rješenju jednačina statičke ravnoteže. U određenoj fazi pod sve većim opterećenjem, dodatno opterećenje je u mogućnosti da se održi u jednom od dva stanja ravnoteže: u nedeformiranom ili bočno deformiranom stanju.
U praksi, izvijanje je opisano iznenadnim lomom mašinskog ili gradjevinskog elementa podvrgnutom visokim pritiscima, gdje su stvarni pritisci na mjestu loma manji od konačnih pritisnih napona koje je materijal sposoban izdržati. Matematička analiza izvijanja često se koristi za osovinsko opterećenje ekscentričnosti koja uvodi sekundarni moment savijanja, a koji nije dio osnovne primijenjene sile kojom je element opterećen. Kako se primijenjeno opterećenje povećava na elementu, kao što je stub, ono će u konačnici postati dovoljno veliko da izazove nestabilnost elementa i tada se kaže da je element izvijen. Dodatna opterećenja će uzrokovati značajne (i donekle nepredvidljive) deformacije, što može dovesti do potpunog gubitka teretne nosivosti elementa. Ako deformacije koje slijede izvijanje nisu katastrofalne, element će i dalje nositi teret koji je uzrokovao njegovo izvijanje. Ako je izvijeni element dio većeg sklopa komponenti, kao što su zgrade, bilo koje opterećenje koje djeluje na konstrukciju poslije uzroka izvijanja elementa, rasporedit će se unutar konstrukcije.

## Stubovi i štapovi
Odnos efektivne dužine stuba prema najmanjem radijusu okretanja poprečnog preseka dela naziva se omer vitkosti (ponekad označen grčkim slovom lambda, λ). Ovaj odnos pruža način razvrstavanja stubova. Omjer vitkosti je važan po pitanju dizajna. Sve slijedeće vrijednosti su približne vrednosti korištene radi pogodnosti.
- Kratki čelični stub je onaj kod kojeg omer vitkosti ne prelazi 50; čelični stubovi srednje dužine imaju omer vitkosti između cca. 50 do 200, i uglavnom su okarekterizirani ograničenjem snage materijala, dok se za duge čelične stubove može pretpostaviti da imaju omjer vitkosti veći od 200 i njihovo ponašanje dominira modulom elastičnosti materijala.
- Kratki betonski stub je onaj koji ima omer nepoduprte dužine prema najmanjoj dimenziji poprečnog presjeka jednak ili manji od 10. Ako je omer veći od 10, onda se smatra dugim stubom (ponekad i kao vitki stub).
- Drveni štapovi mogu biti klasificirani kao kratki stubovi ako je omjer dužine prema najmanjoj dimenziji poprečnog presjeka jednak ili manji od 10. Razdvajajuća linija između srednjih i dugih drvenih štapova može biti lako procenjena. Jedan način definiranja donje granice dugih drvenih štapova bi bio postavljanje istog kad bi najmanja vrijednost omjera dužine prema najmanjoj dimenziji poprečnog presjeka upravo prelazila određenu konstantu K materijala. Pošto K zavisi od modula elastičnosti i dopušteni napon pritiska je paralelan površini, može se vidjeti da ova proizvoljna granica može varirati zavisno od vrste drveta. Vrijednost K je data u mnogim konstruktorskim priručnicima.

Ako je napon na štap delovao kroz centar gravitacije (centroid) poprečnog preseka istog, to se onda zove aksijalni napon. Napon na bilo kojoj drugoj tački na presjeku je poznat kao ekscentrični napon. Kratki štap pod dejstvom aksijalnog napona će puči zbog direktne kompresije pre nego se izvije, ali duži štapovi opterećeni na isti način će se slomiti zbog izvijanja (savijanja), jer je izvajući efekt tako velik da se aksijalno opterećenje može zanemariti. Srednje dugi štapovi će se slomiti zbog kombinacije pritisnog i savojnog napona.
Godine 1757, matematičar Leonhard Euler je izveo formulu koja daje maksimalno osovinsko opterećenje koje dugi, vitki, idealni stub može nositi bez izvijanja. Idealan stub je onaj koji je savršeno ravan, homogen i bez početnog napona. Maksimalno opterećenje, ponekad se naziva kritično opterećenje, uzrokuje da stubovi budu u stanju nestabilne ravnoteže; tj, uvođenje najmanje bočne sile će uzrokovati da stub pukne od izvijanja. Formula koju je izveo Euler za stubove bez razmatranja bočnih sila dat je u nastavku. Međutim, ako se uzme u obzir vrednost bočnih sila, kritično opterećenje ostaje približno isto.
{\displaystyle F={\frac {\pi ^{2}EI}{(KL)^{2}}}}
gdje su:
- {\displaystyle F} = maksimalna ili kritična sila (vertikalno opterećenje stuba),

- {\displaystyle E} = modul elastičnosti,

- {\displaystyle I} = površinski moment inercije,

- {\displaystyle L} = nepodržana dužina stuba,
- {\displaystyle K} = faktor efektivne dužine stuba, čija vrijednost zavisi od uslova na kraju podrške stuba, kao ispod:

- Za oba kraja prikovana (zglobno, slobodno za okretati), {\displaystyle K} = 1,0.

- Za oba kraja fiksna, {\displaystyle K} = 0,50.
- Na jednom kraju fiksno, a drugi kraj prikovan, {\displaystyle K} = 0,699....
- Na jednom kraju fiksno, a drugi kraj se može bočno slobodno kretati, {\displaystyle K} = 2,0.
- {\displaystyle KL} je efektivna dužina stuba.

Pregled ovih formula otkriva slijedeće zanimljive činjenice u vezi sa nosivom sposobnošću vitkih stubova.
1. Elastičnost, a ne pritisna čvrstoća, materijala stuba opisuje kritični napon.
2. Kritični napon je direktno proporcionalan drugom momentu površine poprečnog presjeka.
3. Granični uvjeti imaju značajan utjecaj na kritični napon vitkih štapova. Granični uvjeti određuju način izvijanja i razmak između tački pregiba na otklonskom stubu. Pregibne tačke na otklonskom obliku stuba su one kod kojih krivulje stuba mijenjaju znak i također one koje imaju unutrašnji moment savijanja jednak nuli. Što su zajedno bliže pregibne tačke, veći je ukupni kapacitet štapa.

Snaga stuba može dakle biti povećana razmještanjem materijala kako bi se povećao moment inercije. Ovo se može uraditi bez povećanja težine stuba distribuiranjem materijala što dalje moguće od glavne ose površine poprečnog presjeka, držanjem materijala dovoljno debelim da se spriječi lokalno izvijanje. Ovo nosi dobro poznatu činjenicu da je cjevasti dio mnogo efikasniji nego čvrsti dio za stubnu upotrebu.
Sljedeći djelić informacije koji može biti prikupljen iz ove jednačine je efekt na dužinu pri kritičnom naponu. Za datu veličinu stuba, udvostručavanje nepodržane dužine dijeli dozvoljeni napon sa četiri. Uzdržanost ponuđena na krajevima spojeva stuba također utječe na kritični napon. Ako su spojevi savršeno kruti, kritični napon će biti četiri puta veći za isti stub gdje nema otpora rotaciji (u čijem slučaju je stub idealiziran kada ima šarke na krajevima).
Pošto je radijus okretanja definiran kao kvadratni korijen omjera stubnog momenta intercije oko ose za površinu poprečnog presjeka, formula iznad može biti modificirana kao što slijedi. Korištenjem Eulerove formule za krajeve sa šarkom, i mijenjajući A·r2 sa I, dobije se:
{\displaystyle \sigma ={\frac {F}{A}}={\frac {\pi ^{2}E}{(\ell /r)^{2}}}}
gdje su:
- {\displaystyle F/A} - dopušteni napon na stub

- {\displaystyle l/r} - omjer vitkosti.

Pošto su strukturni stubovi često srednje dužine, nemoguće je dobiti idealan stub, sama Eulerova formula ima malu praktičnu primjenu na stvarni dizajn. Problemi koji uzrokuju odstupanje od čistog ponašanja Eulerovog stuba uključuju nesavršenosti u geometriji u kombinaciji sa plastičnosti/nelinearnom naponskom stanju materijala stuba. Naknadno, veći broj empirijskih formula stuba je razvijen da se podudara sa podacima testiranja, od kojih svi utjelovljuju omjer vitkosti. Za dizajn, odgovarajući faktori sigurnosti se ubacuju u ove formule. Jedna od takvih formula je Perry-Robertsonova formula koja predviđa kritični napon izvijanja baziran na početnoj (maloj) krivulji. Rankine-Gordonova formula je također bazirana na eksperimentalnim rezutatima i navodi da će se stub izviti pri sili Fmax datoj sa:
{\displaystyle {\frac {1}{F_{max}}}={\frac {1}{F_{e}}}+{\frac {1}{F_{c}}}}
gdje je:
- Fe - Eulerov maksimalni napon,
- Fc - maksimalni pritisni napon.

Ova formula obično proizvodi konzervativnu procjenu sile Fmax.

### Samoizvijanje
Slobodnostojeći vertikalni stub, sa gustoćom {\displaystyle \rho }, Youngovim modulom elastičnosti {\displaystyle E} i radijusom {\displaystyle r} izvit će se pod svojom vlastitom težinom ako visina pređe određenu kritičnu vrijednost:
{\displaystyle h_{krit}=\left({\frac {9B^{2}}{4}}\,{\frac {EI}{\rho g\pi r^{2}}}\right)^{1/3}}
gdje su:
- g - gravitaciono ubrzanje,
- I - drugi moment površine poprečnog presjeka grede
- B - prva nula Besselove funkcije prvog reda -1/3, što je jednako 1.86635086...

## Izvijanje pod mrtvim zateznim opterećenjem
Obično, izvijanje i nestabilnost su u uskoj vezi sa kompresijom, ali su nedavno Zaccaria, Bigoni, Noselli i Misseroni (2011) pokazali da se izvijanje i nestabilnost mogu pojaviti u elastičnim konstrukcijama podvrgnutim mrtvim zateznim opterećenjima. Primjer je konstrukcija sa jednim stepenom slobode kretanja pokazana na sl. 1, gdje je kritični napon također prikazan. Slijedeći primjer koji uključuje savijanje strukture napravljene od grednih elemenata koju upravlja jednačina Eulerove elastičnosti je prikazana na sl. 2.
U oba slučaja, nema elemenata podloženih kompresiji. Nestabilnost i izvijanje pri zatezanju je povezana prisutnošću klizača, spoju između dvije šipke, dopuštajući samo relativno klizanje među spojenim dijelovima. Pogledati video Архивирано на веб-сајту  (8. август 2014) za više detalja.

## Ograničenja, zakrivljenost i višestruko izvijanje
Izvijanje elastične strukture jako zavisi od zakrivljenosti ograničenja na osnovu kojih su krajevi strukture propisani za kretanje. U principu, čak i sistem sa jednim stepenom slobode kretanja (pogledati sl. 3) može ispoljavati zatezno (ili pritisno) izvijajuće opterećenje što se odnosi na činjenicu da se jedan kraj mora kretati duž kružnog profila nazvan 'Ct' (označen 'Cc').
Dva kružna profila mogu biti uređeni u profilu 'S'-oblika, kao što prikazuje sl. 4; u tom slučaju prekidnost ograničenja zakrivljenosti je predstavljena, što dovodi do višestrukih razdvajanja. Napomena: konstrukcija jednog stepena slobode kretanja pokazana na sl. 4. ima dva opterećenja izvijanja (jedan zatezni i jedan pritisni). Pogledati video Архивирано на веб-сајту  (19. август 2014) za više detalja.

## Nestabilnost usljed podrhtavanja
Konstrukcijski predmet pratilac (nekonzervativnog) opterećenja može trpiti nestabilnosti koje nisu tip izvijanja i prema tome nisu prepoznatljivi statičkim pristupom. Naprimjer, tzv. 'Ziegler stub' je prikazan na sl. 5.
Ovaj sistem sa dva stepena slobode kretanja ne prikazuje kvazistatičko izvijanje, ali postaje dinamički nestabilan. Da se ovo primjeti, napominje se da su jednačine kretanja:
{\displaystyle \ \left\{{\begin{array}{l}{\frac {1}{3}}\rho l_{1}^{2}\left(l_{1}+3l_{2}\right){\ddot {\alpha }}_{1}+{\frac {1}{2}}\rho l_{1}l_{2}^{2}\cos(\alpha _{1}-\alpha _{2}){\ddot {\alpha }}_{2}+{\frac {1}{2}}\rho l_{1}l_{2}^{2}\sin(\alpha _{1}-\alpha _{2}){\dot {\alpha }}_{2}^{2}+(k_{1}+k_{2})\alpha _{1}-k_{2}\alpha _{2}\,+\\[5mm]+(\beta _{1}+\beta _{2}){\dot {\alpha }}_{1}-\beta _{2}{\dot {\alpha }}_{2}-l_{1}P\sin(\alpha _{1}-\alpha _{2})=0,\\[5mm]{\frac {1}{2}}\rho l_{1}l_{2}^{2}\cos(\alpha _{1}-\alpha _{2}){\ddot {\alpha }}_{1}+{\frac {1}{3}}\rho l_{2}^{3}{\ddot {\alpha }}_{2}-{\frac {1}{2}}\rho l_{1}l_{2}^{2}\sin(\alpha _{1}-\alpha _{2}){\dot {\alpha }}_{1}^{2}-k_{2}(\alpha _{1}-\alpha _{2})-\beta _{2}({\dot {\alpha }}_{1}-{\dot {\alpha }}_{2})=0,\end{array}}\right.}
i njihova linearizirana verzija je:
{\displaystyle \ \left\{{\begin{array}{l}{\frac {1}{3}}\rho l_{1}^{2}\left(l_{1}+3l_{2}\right){\ddot {\alpha }}_{1}+{\frac {1}{2}}\rho l_{1}l_{2}^{2}{\ddot {\alpha }}_{2}+(k_{1}+k_{2})\alpha _{1}-k_{2}\alpha _{2}-l_{1}P(\alpha _{1}-\alpha _{2})=0,\\[5mm]{\frac {1}{2}}\rho l_{1}l_{2}^{2}{\ddot {\alpha }}_{1}+{\frac {1}{3}}\rho l_{2}^{3}{\ddot {\alpha }}_{2}-k_{2}(\alpha _{1}-\alpha _{2})=0.\end{array}}\right.}
Pod pretpostavkom da je vremenski harmonično rješenje u obliku:
{\displaystyle \ \alpha _{j}=A_{j}\,e^{-i\Omega \,t},~~~j=1,2,}
nalazimo kritične napone za podrhtavanje ({\displaystyle \ P_{f}}) i odstupanje ({\displaystyle \ P_{d}}), 
{\displaystyle \ P_{f,d}={\frac {k_{2}}{l_{1}}}\cdot {\frac {k+(1+\lambda )^{3}\mp \lambda \,{\sqrt {k(3+4\lambda )}}}{1+3\lambda /2}}}
gdje je {\displaystyle \ \lambda =l_{1}/l_{2}} i {\displaystyle \ k=k_{1}/k_{2}}.
Nestabilnost podrhtavanja odgovara vibracijskom kretanju povećanja amplitude i prikazana je na sl. 6. (gornji dio) zajedno sa odstupanjem nestabilnosti (donji dio) koja se sastoji u eksponencijalnom rastu.
Nedavno, Bigoni i Noselli (2011) su eksperimentalno pokazali da podrhtavanje i odstupanje nestabilnosti mogu direktno utjecati na suho trenje (frikciju); pogledati video Архивирано на веб-сајту  (10. јануар 2015) za više detalja.

## Razni oblici izvijanja
Izvijanje je stanje koje definira tačku u kojoj ravnotežna konfiguracija postaje nestabilna pod parametarskim promjenama opterećenja i može se manifestirati u nekoliko različitih pojava. Sve se mogu klasificirati kao oblici račvanja.
Postoje četiri osnovna oblika račvanja povezana sa gubitkom strukturne stabilnosti ili izvijanja u slučaju struktura sa jednim stepenom slobode. Oni se sastoji iz dva tipa viljuškastog izvijanja, jednog prijevojno-čvornog izvijanja (često označeno kao granična tačka) i drugog transkritičnog izvijanja. Viljuškasta izvijanja su najčešće proučavani oblici i opisuju izvijanje stubova i podupirača, ponekad poznato kao Eulerovo izvijanje; izvijanje ploča, ponekad poznato kao lokalno izvijanje, koje je veoma poznato kao relativno sigurno (oba su superkritične pojave) i izvijanje ljuski, koje je veoma poznato kao veoma opasno (podkritična pojava). Koristeći koncept potencijalne energije, ravnoteža je definirana kao stacionarna tačka sa uvažavanjem stepeni slobode kretanja date strukture. Kasnije je moguće odrediti da li je ravnoteža stabilna, ako je stacionarna tačka lokalni minimum; ili nestabilna, ako je pak maksimum, tačka infleksije ili prijevojna tačka (za strukture sa više stepeni slobode kretanja) – pogledati animacije ispod.
Slike ispod: Animacije varijacija ukupne potencijalne energije (crveno) za različite vrijednosti opterećenja, P (crno), u generičkih strukturnih sistema sa naznačenom račvanju ili ponašanju izvijanja.
- Dva račvanja prijevojne tačke (granične tačke).
- Superkritično viljuškasto račvanje (stabilno-simetrična tačka izvijanja).
- Subkritično viljuškasto račvanje (nestabilno-simetrična tačka izvijanja).
- Transkritično račvanje (asimetrična tačka izvijanja).

Kod Eulerovog izvijanja, primijenjeno opterećenje je malim iznosom preko kritičnog opterećenja, konstrukcija se deformira u izvijenu konfiguraciju koja je slična originalnoj konfiguraciji. Naprimjer, Eulerov stub na slici će se početi povijati kada je blago iznad kritičnog napona, ali se neće odjednom slomiti.
Kod konstrukcija koje trpe granicu nestabilnosti tačke, ako je napon povećan infinitezimalno iznad kritičnog napona, konstrukcija trpi veliku deformaciju u različitoj konfiguraciji stabilnosti koja nije slična originalnoj konfiguraciji. Primjer ovog tipa izvijanja je preklopni okvir (na slici) koji 'puca' u svoju konfiguraciju izvijanja.

## Točkovi bicikla
Konvencionalni točak bicikla sastoji se od tankog vijenca koji se drži ispod visokopritisnog napona od strane (otprilike okomito) unutrašnje veze velikog broja krakova. To se može smatrati kao opterećeni stub koji je savijen u krug. Ako kračni napon poraste iznad sigurnog nivoa, točak spontano gubi oblik na karakteristični prevojni oblik (ponekad nazivan "taco" ili "pringl") kao što je trodimenzionalni Eulerov stub. To je obično čisto elastična deformacija i obod će nastaviti svoj pravilan ravan oblik ako se napetost krakova djelomično smanji.

## Površinski materijali
Izvijanje je također nepoželjno kod materijala kolovozne konstrukcije, posebno od betona, pošto je asfalt fleksibilniji. Toplotno zračenje od sunca se apsorbira u površinu ceste, utičući na njenu ekspanziju, forsirajući susjedne komade da se guraju međusobno. Ako je napon dovoljno veliki, kolovoz se može podići i pući bez upozorenja. Prelazeći preko izvijene sekcije može biti vrlo neprikladno za vozače automobila, opisano kao trčanje preko brzinskog grba sa autoputnim brzinama.
Jednako, šine željeznice se također raširuju kada su pod uticajem toplote, i mogu pući od izvijanja, pojave koja se zove sunčano grčenje. Često je uobičajeno da se šine pomjeraju bočno, često povlačeći željezničke pragove zajedno sa sobom.
| Više o izvijanju materijala usljed sunčeve toplote |
| --- |
| Uzrok Sila izvijanja u pruzi zbog zagrijavanja je funkcija povećanja temperature samo i ne zavisi o dužini pruge: {\displaystyle F=EA\alpha _{L}\Delta T}. Izvođenje funkcije sile izvijanja Linearna termalna ekspanzija zbog zagrijavanja pruge se nalazi korištenjem: {\displaystyle {\Delta L}=\alpha _{L}\Delta T\ L} gdje su: - ΔL = termalna ekspanzija šine - L = dužina šine/pruge - α = koeficijent termalne ekspanzije - ΔT = povećanje temperature Prema Hookeovom zakonu proširenje usljed sile (u pruzi) je {\displaystyle \Delta L={\frac {F}{EA}}L} gdje su: - ΔL = termalna ekspanzija šine - F = sila koja istezuje štap, ovdje inducirana sila u šini - E = modul elastičnosti šinskog materijala (čelik) - A = poprečni presjek šine - L = dužina šine Stavljajući ove sve zajedno dobijemo: {\displaystyle {{\frac {F}{EA}}L}=\alpha _{L}\Delta T\ L} ili {\displaystyle F=EA\alpha _{L}\Delta T} Incidenti Ovi su se incidenti dogodili zbog izvijanja šina usljed djelovanja toplote sunca: - 18. april 2002. Amtrak Auto-Train iskliznuće voza, izvan CSX trake, pored Crescent City, Florida. - 29. juli 2002. Amtrak Capitol Limited iskliznuće voza, izvan CSX trake, pored Kensington, Maryland. - 8. juli 2010. CSX voz isklizuje van trake u Waxhaw, North Carolina. - 6. juli 2012. WMATA Metrorail voz isklizuje van trake pored Hyattsville, Maryland.[тражи се извор] |

## Energetska metoda
Često je veoma teško odrediti tačan napon izvijanja kod kompleksnih konstrukcija koristeći Eulerovu formulu, zbog poteškoća u određivanju konstante K. Dakle, maksimalno opterećenje izvijanja često se aproksimira pomoću uštede energije. Ovaj način obračuna maksimalnog opterećenja izvijanja se često naziva metoda energije u strukturnoj analizi.
Prvi korak u ovoj metodi je da se predloži funkcija pomjeranja. Ova funkcija mora zadovoljiti najvažnije granične uvjete, kao što su pomjeranje i rotacija. Što je tačnija funkcija pomjeranja, tačniji je i rezultat.
U ovoj metodi, postoje dvije jednačine koje se koriste (za male deformacije) da aproksimiraju "unutrašnju" energiju (potencijalna energija čuvana u elastičnoj deformaciji konstrukcije) i "spoljnu" energiju (rad koji utječe na sistem spoljnim silama).
{\displaystyle U_{\text{unutrasnji}}={\frac {E}{2}}\int I(x)(w_{xx}(x))^{2}\,dx}
{\displaystyle U_{\text{spoljni}}={\frac {P_{\text{krit}}}{2}}\int (w_{x}(x))^{2}\,dx}
gdje je {\displaystyle w(x)} funkcija pomjeranja i indeksi {\displaystyle x} i {\displaystyle xx} označavaju prvi i drugi izvod pomjeranja, respektivno. Zakon očuvanja energije daje:
{\displaystyle U_{\text{unutrasnji}}=U_{\text{spoljni}}\,}

## Savojno-uvojno izvijanje
Javlja se u samo članovima kompresije i može se opisati kao kombinacija savijanja i uvrtanja elementa. I mora se uzeti u obzir za potrebe dizajna, pošto su da su oblik i poprečni presjeci vrlo kritični. To se uglavnom javlja u kanalima, strukturnim nosačima, dvostrukim ugaonim oblicima i jednakokrakim uglovima.

## Bočno-uvojno izvijanje
Kada je jednostavno podržana greda opterećena savijanjem, gornja strana je opterećena pritiskom, a donja je opterećena zatezanjem. Kada je član vitkog elementa podvrgnut aksijalnoj sili, lom se dešava zbog savijanja ili uvijanja (torzije) prije nego zbog direktnog pritiska materijala. Ako greda nije podržana na bočnim stranama (npr., okomito na ravan savijanja), i ako se savijanje poveća do kritične granice, greda će se slomiti zvog bočnog izvijanja od pritiska prirubnice. U široko-prirubničkim odjeljcima, ako kompresija prirubnicu izvija bočno, poprečni presjek će se također uganuti uvijanjem, rezultirajući lomom, sa naponom poznatim kao bočno-uvojno izvijanje.

### Modifikacijski faktor (Cb)
gdje su:
{\displaystyle M_{\max }} - apsolutna vrijednost maksimalnog momenta labavog segmenta,
{\displaystyle M_{A}} - apsolutna vrijednost maksimalnog momenta na četvrtini tačke labavog segmenta,
{\displaystyle M_{B}} - apsolutna vrijednost maksimalnog momenta na centru labavog segmenta,
{\displaystyle M_{C}} - apsolutna vrijednost maksimalnog momenta na tri četvrtine labavog segmenta,

## Plastično izvijanje
Izvijanje će se generalno pojaviti malo prije proračunatog elastičnog uvijanja konstrukcije, zbog nelinearnog ponašanja materijala. Kada je pritisni napon blizu napona izvijanja, konstrukcija će se značajno poviti i materijal stuba će se prekinuti od linearnog naponsko-deformacionog ponašanja. Naponsko-deformaciono ponašanje materijala nije striktno linearno čak i ispod napona tečenja, i značajno kako napon prilazi naponu tečenja. Ova manja krutost smanjuje otpornost na izvijanje strukture i pojavljuje se na opterećenju manjem od predviđenog sa pretpostavkom linearnog elastičnog ponašanja.
Preciznija aproksimacija opterećenja izvijanja može se imati upotrebom tangentnog modula elastičnosti, Et, na mjestu elastičnog modula elastičnosti. Tangentni modul je linijski izvedena tangenta na krivulji napon-deformacija na posebnoj vrijednosti naprezanja. Nacrti od tangentnog modula elastičnosti za razne materijale su dostupni u standardnim referencama.

## Dinamično izvijanje
Ako je stub iznenadno opterećen, a zatim otpuštan, može izdržati veća naprezanja nego pri statičkom (sporo primijenjenom) opterećenju izvijanja. Ovo se može desiti u dugom, neukliještenom stubu (štapu) korištenom kao slobodnohodni čekić. Trajanje pritiska na kraju sudara je vrijeme potrebno da naponski talas proputuje uz štap prema drugom (slobodnom) kraju i nazad prema dolje kao talas olakšanja. Najveće izvijanje se pojavljuje pored kraja sudara na talasnoj dužini mnogo manjoj od dužine štapa, i opterećenje izvijanja na napon mnogo puta statički opterećenog stuba. Kritično stanje da amplituda izvijanja ostane manje od 25 puta efektivne pravosti štapa, nesavršenost na talasnoj dužini izvijanja je:
{\displaystyle \sigma L=\rho c^{2}h\,}
gde je:
- {\displaystyle \sigma } - napon,
- {\displaystyle L} - dužina štapa,
- {\displaystyle c} - brzina elastičnog talasa, i
- {\displaystyle h} - manja bočna dimenzija pravougaonog štapa.

Zbog toga što izvijanje talasne dužine zavisi samo od {\displaystyle \sigma } i {\displaystyle h}, ova ista formula važi za tanke cilindrične debljine ljuske {\displaystyle h}.

## Izvijanje tankih cilindričnih ljuski izloženih aksijalnim naprezanjima
Rješenje Donnell-ove diferencijalne jednačine osmog reda daje različite primere izvijanja tankog cilindra pod pritiskom. Ali ova analiza, koja je u skladu sa teorijom malih otklona, daje znatno veće vrednosti nego što je prikazano eksperimentima. Dakle, uobičajeno je da se nađu kritična opterećenja izvijanja za različite strukture koje su cilindričnog oblika od predstojeće dizajnirane krivulje, gde su kritična opterećenja izvijanja od sile Fkr iscrtana u odnosu R/t, gdje je R - radijus, a t - debljina cilindra za različite vrijednosti L/R, gde je L - dužina cilindra. Ako su zarezi prisutni na cilindru, kritični naponi izvijanja kao i predizvijajući režim će biti izmijenjeni. Prisutnost ili nedostatak podupirača od zareza će također utjecati na napon izvijanja.

## Izvijanje cijevi i posuda pod pritiskom izloženih spoljnom nadpritisku
Cijevi i posude pod pritiskom izložene spoljnom nadpritisku, izazvane naprimjer hlađenjem unutar cijevi i kondenzacijom u vodi sa naknadnim velikim padom pritiska, rizikuju pojavu izvijanja usled pritisnih naprezanja obruča. Pravila dizajna za proračun potrebne debljine zida ili prstenova za ojačanje su dati u različitim kodovima za cevi i posude pod pritiskom.

## Takođe pogledajte
- Perry-Robertsonova formula
- Ukliještenje
- Metoda drveta
- Yoshimura izvijanje

## Literatura
- Timoshenko, S. P. & Gere, J. M., Theory of Elastic Stability, 2 ed., McGraw-Hill, 1961.
- Nenezich, M., Thermoplastic Continuum Mechanics, Journal of Aerospace Structures, Vol. 4, 2004.
- The Stability of Elastic Equilibrium Архивирано на веб-сајту  (6. мај 2010) by W. T. Koiter, PhD Thesis, 1945.
- Dhakal Rajesh and Koichi Maekawa (October 2002). "Reinforcement Stability and Fracture of Cover Concrete in Reinforced Concrete Members”. [мртва веза]
- Willian T. Segui (2007). “Steel Design” Fourth Edition. United States. Chris Carson.
- Analysis and design of flight vehicle structures - E.F.Brune

## Linkovi
- Kompletna teorija i eksperimentalni primjeri rezultata za duge kolone su dostupne na pp. 39 PDF dokumenta na http://lindberglce.com/tech/buklbook.htm
- Laboratory for Physical Modeling of Structures and Photoelasticity (University of Trento, Italy)
- https://web.archive.org/web/20100401042249/http://www.midasuser.com.tw/t_support/tech_pds/files/Tech%20Note-Lateral%20Torsional%20Buckling.pdf